# 936
Раннє Середньовіччя •  Епоха вікінгів •  Золота доба ісламу •  Реконкіста

## Геополітична ситуація
У Візантії правили Роман I Лакапін та, формально, Костянтин VII Багрянородний. Італійським королем був Гуго Арльський,
Західним Франкським королівством почав правити Людовик IV Заморський, Східним Франкським королівством — Оттон I.
Північ Італії належить Італійському королівству, середню частину займає Папська область, герцогства на південь від Римської області незалежні, деякі області на півночі та на півдні належать Візантії, інші окупували сарацини. Південь Піренейського півострова займає Кордовський халіфат, у якому править Абд Ар-Рахман III. Північну частину півострова займають королівство Астурія і королівство Галісія та королівство Леон під правлінням Раміро II.
Королівство Англія очолює Етельстан.
Існують слов'янські держави: Перше Болгарське царство, де править цар Петро I, Богемія, Моравія, Хорватія, королем якої є Терпимир II, Київська Русь, де править Ігор. Паннонію окупували мадяри, у яких ще не було єдиного правителя.
Аббасидський халіфат очолює ар-Раді, в Іфрикії владу утримують Фатіміди, в Середній Азії — Саманіди. У Китаї триває період п'яти династій і десяти держав. Значними державами Індії є Пала, держава Раштракутів, Пратіхара, Чола. В Японії триває період Хей'ан. На північ від Каспійського та Азовського морів існує Хозарський каганат.

## Події
- На короля Східного Франкського королівства в Аахені короновано Оттона I.
- На короля Західного Франкського королівства короновано Людовика IV Заморського.
- Горм Старий став королем Данії.
- Гуго Арльський взяв в облогу Рим, але змушений був відступити й укласти мир із Альберіхом II.
- Мадяри вторглися в Італію, розграбували Беневенто та околиці Неаполя.
- Розпочався понтифікат Лева VII.
- У Японії розпочалася смута Дзьохей-Тенґьо.
- Корьо завдала поразки Хупекче.
- Припинила існування династія Пізня Тан, поступившись династії Пізня Цзінь.
- Кидані захопили область навколо сучасного Пекіна.